# Kurt Bachmann
Kurt Bachmann (Iloilo, 18 luglio 1936 – Manila, 29 agosto 2014) è stato un cestista filippino.

## Carriera
Con le Filippine ha disputato i Mondiali 1959 e le Olimpiadi 1960. Fu costretto a ritirarsi a 27 anni a causa di un grave infortunio a un ginocchio.